# دومانيكو
دومانيكو (بالإيطالية: Domanico)‏ هي مدينة وكومونا في مقاطعة كزنسة في منطقة قلورية، جنوب إيطاليا.